# Aerodramus francicus
Andorinhão-das-mascarenhas  ou salangana-das-mascarenhas (Aerodramus francicus) é uma espécie de ave da família Apodidae.
Pode ser encontrada nos seguintes países: Maurícia e Reunião.
Os seus habitats naturais são: florestas subtropicais ou tropicais húmidas de baixa altitude, matagal tropical ou subtropical de alta altitude, campos de altitude subtropicais ou tropicais, cavernas, terras aráveis e florestas secundárias altamente degradadas.
Está ameaçada por perda de habitat.